# Карета київських митрополитів
Карета київських митрополитів — парадна царська карета імператриці Єлизавети Петрівни, яку вона подарувала київському митрополиту Рафаїлу (Заборовському).

## Історія
Виготовлена французькими майстрами на початку XVIII ст. Під час свого візиту до Києва в 1744 р. імператриця Єлизавета Петрівна подарувала її митрополиту Рафаїлу (Заборовському). Водночас варто відзначити що це був далеко не перший екіпаж митрополита. Зокрема в січні 1737 р. розпочалося вирізьблення «коляси» з дерев’яної основи «рε(з)чиком Антоном», який за свої роботи одержав 4 рублі. І в тому ж році згідно «книги» ієромонаха Пахомія у листопаді 1737 р. «маляр покоεвый» Іван розписував («малїовалъ») та оздоблював позолотою «полукаретокъ французскій». (т. зв. «полукаретка» — екіпаж без криши, ймовірно привезений з Франції).
Архієрейською каретою послуговувались і його наступники, та найімовірніше саме її в квітні 1822 р. було подано новопризначеному митрополиту Євгенію (Болховітінову) для в’їзду до Києва. Проте через свою відому нехіть до розкоші він від неї відмовився, і відтоді вона не використовувалась за призначенням. 
До 1903 р. екіпаж зберігався на подвір'ї Софійського монастиря, коли  митрополит Київський та Галицький Флавіан (Городецький) передав його до новостворенного Київського художньо-промислового і наукового музею імені государя імператора Миколи Олександровича. В радянські часи внаслідок численних реорганізацій музей був переіменований у Всеукраїнський історичний музей імені Т. Г. Шевченка, а сам експонат у серпні 1930 року передали до Лаврського заповідника, оскільки вестибюль, де зберігалася карета, «потрібний був для другої мети». Невдовзі карету розмістили у відділі шиття й тканини в інтер’єрі Благовіщенської церкви Києво-Печерської лаври. Пізніше її також експонували у Музеї історії релігії та на виставці «Релігія на службі феодалів-експлуататорів». Нині вона зберігається в музейній експозиції Національного музею історії України.